# Stomias longibarbatus
Stomias longibarbatus – gatunek głębinowej ryby z rodziny wężorowatych (Stomiidae).